# Amazon CloudFront
Amazon CloudFront — вебсервіс, для доставки контенту (вмісту). Amazon CloudFront інтегрований з іншими Amazon Web Services. Мета сервісу — дати розробникам і підприємцям легкий спосіб розповсюдження контенту для кінцевих користувачів з мінімальними затримками, високою швидкістю передачі даних.
Сервіс платний.
Включений в інфраструктуру сервісів Amazon Web Services.